# Watanabe Mitsuo
Watanabe Mitsuo (sinh ngày 4 tháng 6 năm 1953) là một cầu thủ bóng đá người Nhật Bản.

## Đội tuyển bóng đá quốc gia Nhật Bản
Watanabe Mitsuo thi đấu cho đội tuyển bóng đá quốc gia Nhật Bản từ năm 1974 đến 1979.

## Thống kê sự nghiệp
| Đội tuyển bóng đá Nhật Bản | Đội tuyển bóng đá Nhật Bản | Đội tuyển bóng đá Nhật Bản |
| Năm                        | Trận                       | Bàn                        |
| -------------------------- | -------------------------- | -------------------------- |
| 1974                       | 7                          | 1                          |
| 1975                       | 12                         | 3                          |
| 1976                       | 3                          | 0                          |
| 1977                       | 0                          | 0                          |
| 1978                       | 0                          | 0                          |
| 1979                       | 6                          | 0                          |
| Tổng cộng                  | 28                         | 4                          |